# Uzemnění

Schematická značka pro uzemnění

Uzemnění je vodivé spojení elektrického rozvodu nebo různých kovových předmětů se zemí. Účelem uzemnění je zajištění správné činnosti některých elektrických zařízení a ochrana před úrazem elektřinou, ochrana před bleskem, přepětím a  před účinky statické elektřiny.
V rámci přenosové soustavy se uzemňují například uzly generátorů, transformátorů. Dále se uzemňují kovové pláště a části elektrických strojů a spotřebičů (např. elektromotorů), kovové konstrukce staveb, kovové rozvody a hromosvody.
V elektronice se jako zem označuje záporný pól stejnosměrného zdroje, a to i v případě, že není fyzicky uzemněný, např. u zařízení napájeného baterií.

## Princip činnosti
Půda je vlivem zemní vlhkosti do určité míry elektricky vodivá. To umožňuje využít zemi jako elektrický vodič. Spojíme-li jeden vodič elektrického zdroje se zemí, země v okolí tohoto spojení bude mít zhruba stejný elektrický potenciál jako tento vodič. Spojíme-li se zemí v dosahu tohoto potenciálu jiný vodivý předmět, např. kovový kryt elektromotoru, přiřadíme mu potenciál uzemněného vodiče zdroje. Dostane-li se elektřina vlivem poruchy na kostru motoru, je tento poruchový proud na kostře sveden do země a nemůže se škodlivě projevit, protože kostra motoru je uzemněná na potenciál jednoho vodiče zdroje. Jsou-li v obvodu zapojeny jisticí a bezpečnostní prvky, např. elektrický jistič nebo proudový chránič, poruchový proud tekoucí do země způsobí jejich vypnutí, a tím odpojení vadného zařízení.

## Části uzemnění
Každé uzemnění se skládá ze dvou částí – zemnicí elektrody (zemniče) a zemního svodu. Zemnič zajišťuje dobrý elektrický kontakt s půdou a zemní svod propojuje zemnič se zemněným zařízením.

### Zemniče

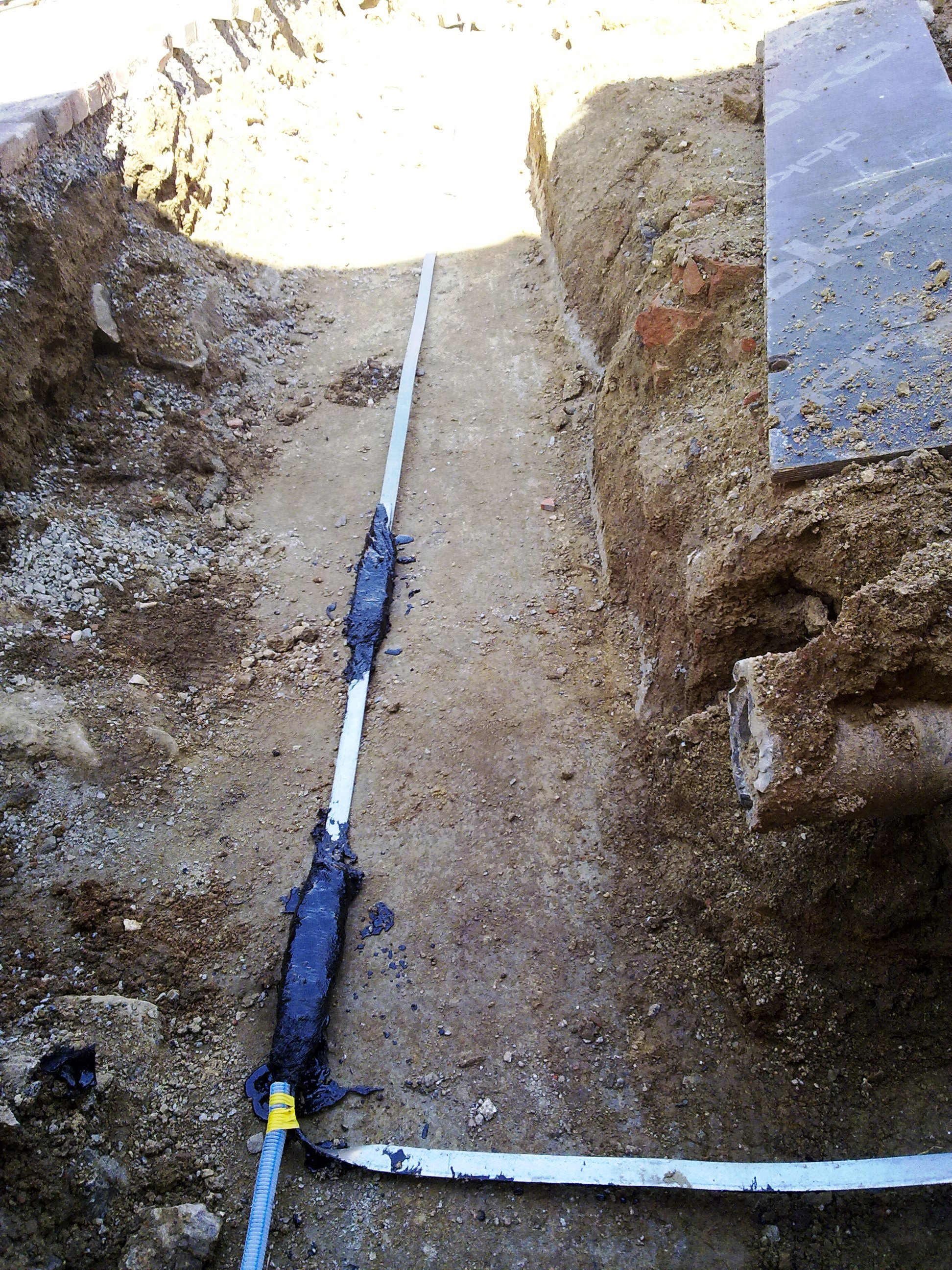
Detail spoje zemnící soustavy pod základy

Zemniče mohou být náhodné nebo strojené.
- Jako náhodné zemniče mohou posloužit různé kovové konstrukční prvky, které mají dobrý elektrický kontakt se zemí. Tyto prvky sice mají primárně jiný účel než zemnění, ale pokud to nenaruší jejich funkci a jsou-li schopny funkci zemniče spolehlivě plnit, lze je jako zemnič použít. Mohou to být např. železniční kolejnice, ocelové stavební konstrukce nebo kovová zemní potrubí.

- Strojené zemniče jsou budovány tam, kde zemnění náhodnými zemniči není proveditelné nebo kde zemní odpor samotných náhodných zemničů není dostatečně nízký. Strojené zemniče se dělají ve formě zemnicích kovových desek, pásů nebo tyčí zapuštěných do země v dostatečné hloubce.

Obecně platí, že čím je větší celková styčná plocha zemniče s půdou a v čím větší hloubce je zemnič uložen, tím menší zemní odpor zemnič má a tím je kvalitnější. Snahou je dosažení co nejmenšího odporu zemniče.
Počet zemničů (v případě zemnicích tyčí nebo desek) nebo délka zemnicího pásu, kterou je nutno použít, silně závisí na druhu a vlhkosti půdy. Proto pro realizaci uzemnění neexistuje jednoznačný návod ani výpočet a je třeba odborníkem nechat změřit elektrický odpor půdy v daném místě. Ten podle změřených výsledků zemnič navrhne.
Pro uzemnění mají být využity zejména zemniče náhodné. Strojené zemniče se zřizují jen v následujících případech:
- když náhodné zemniče nevyhoví požadavkům normy ČSN 33 2000-5-54
- zemní odpor náhodných zemničů nevyhovuje
- použití náhodných zemničů by bylo neekonomické
- nelze zajistit, že spojení s náhodným zemničem nebude přerušeno
- použití náhodných zemničů nesmí být z důvodu požární ochrany
- pokud jiné předpisy vyžadují zřízení strojených zemničů

Pro pracovní uzemnění kladného pólu ve stejnosměrných zařízeních se nemá používat náhodný základový zemnič.
Typ a hloubka uložení zemničů musí být takové, aby se při vysychání půdy, ani jejím promrzání nezvyšoval odpor uzemnění nad požadovanou hodnotu. Hodnota odporu musí být pokud možno taková, aby v případě výboje např. blesku, byl odpor zemnícího vodiče a s ním spojených zařízení ze všech přilehlých předmětů nejnižší. Tím pádem je rozdíl elektrického pole mezi např. bleskem ionizovaným vzduchem a zemnícím vodičem nejvyšší a výboj je sveden. Jinak je při vysokém odporu vyšší pravděpodobnost, že blesk udeří jinam, než do uzemnění, jak je požadováno a případně dojde k újmě na zdraví.

## Rozdělení uzemnění

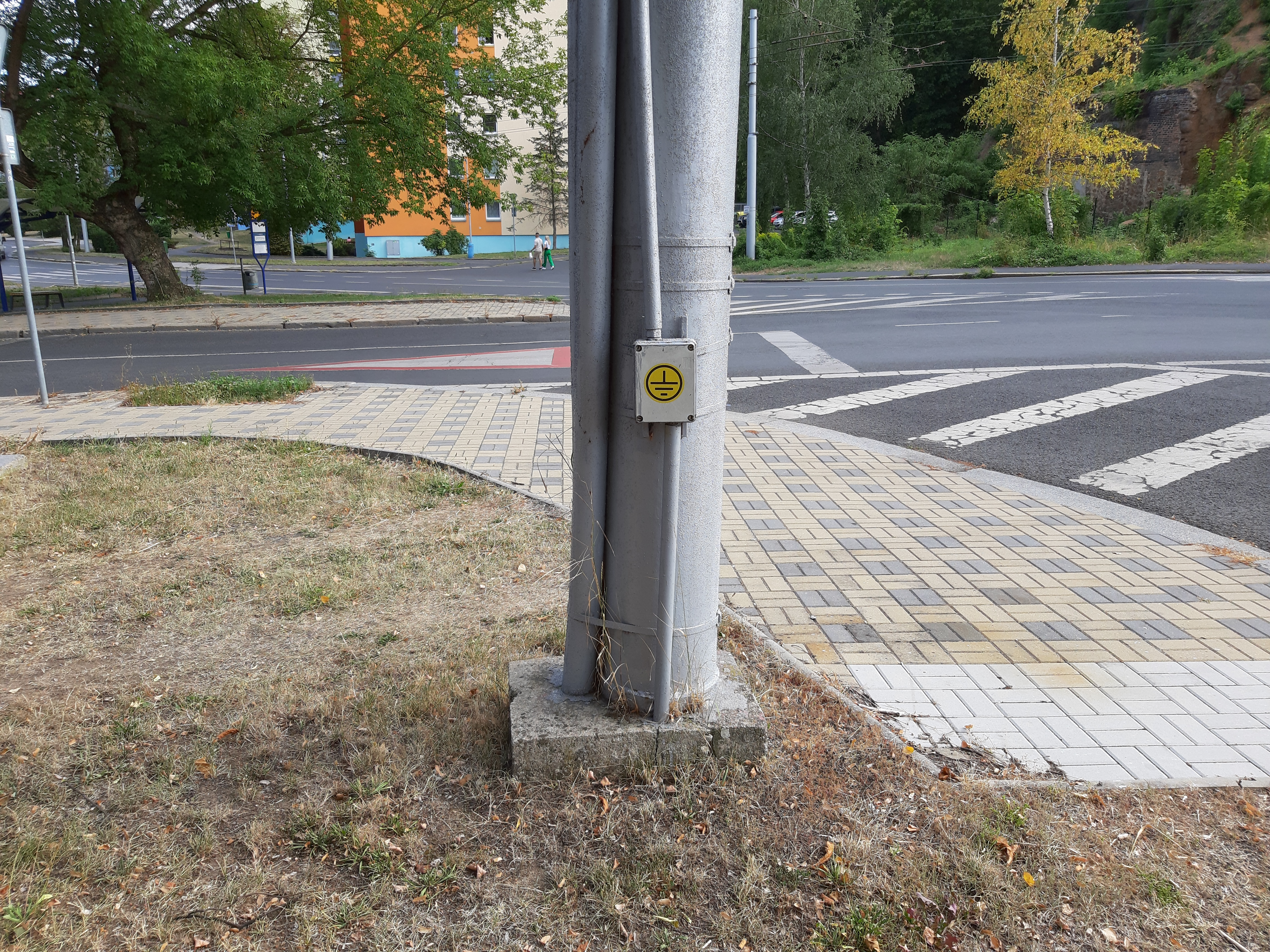
Symbol uzemnění na pouličním osvětlení

Uzemnění můžeme rozdělit dle několika kritérií.
Dle použitých zemničů
- náhodnými
- strojenými

Dle účelu
- ochranné
- pracovní

Dle typu zemničů
- tyčové, nebo trubkové
- páskové, nebo drátové
- deskové (nedoporučují se kvůli el. poli v okolním podzemí, kde je zemnič uložen)
- základové strojené, nebo náhodné
- kovové výztuže v betonu, vloženého v zemi